# Редигерово
Редигерово, Ридигерово (бел. Рыдзігерава) — агрогородок в Лунинецком районе Брестской области Беларуси. Входит в состав Редигеровского сельсовета.

## Географическое положение
Расположен в 27 км на восток от Лунинца, в 234 км от Бреста, в 11 км на юго-запад и юго-восток от железнодорожных станций Синкевичи и Лахва.

### Климат
Климат здесь умеренный, с теплым летом и мягкой зимой. Зимой дуют южные и юго-западные ветры, а летом северо-западные.

## Этимология
Агрогородок назван в честь учёного в области мелиорации, доктора сельскохозяйственных наук В. Р. Ридигера, жившего и работающего здесь в 1907—1915 годах.

## Геральдика
Герб учреждён Указом Президента Республики Беларусь от 2 декабря 2008 года № 659 и зарегистрирован в Государственном геральдическом регистре Республики Беларусь 23 января 2009 года № Б-152.

## Население
- 1999 — 579 жителей
- 2001 — 225 дворов, 666 жителей
- 2009 — 601 житель[4]
- 2019 — 507 жителей

## Достопримечательности
- Храм Казанской иконы Божьей матери[5]

#### Памятник, скульптура
- Памятник В. И. Ленину
- Памятник солдатам, погибшим в Великой Отечественной войне.